# Estereotomia

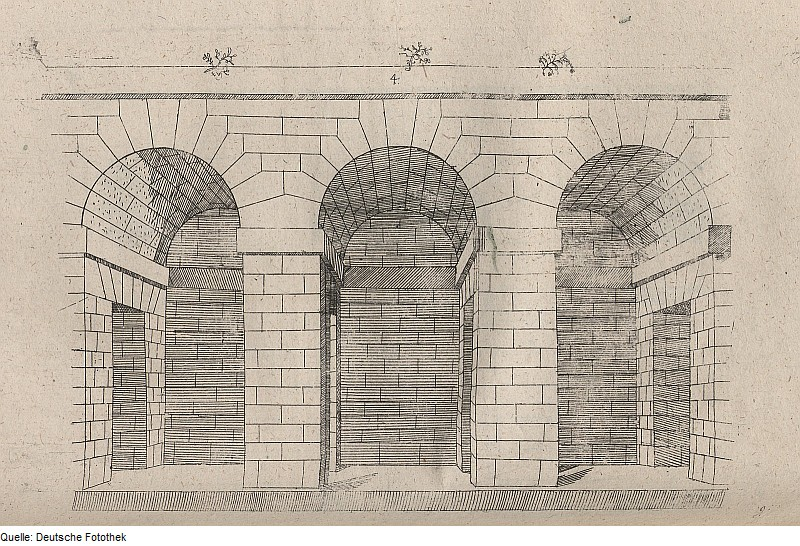
L'estereotomia talla els elements arquitectònics perquè siguin construïts a fàbrica.

L'estereotomia (d'estereo -sòlid, del grec stereos- i tomia -cort, del grec temno) és una branca de la picapedreria que estudia la manera en què poden tallar-se, partir-se i aprofitar-se les roques extretes de la pedrera en arranjament a la seva col·locació específica en obres d'arquitectura i enginyeria; la RAE la defineix com a art de tallar pedres i fustes. La majoria de les publicacions sobre estereotomia es refereixen a la pedra, però també existeix l'estereotomia de la fusta, que tracta del disseny i col·locació de les peces en sistemes constructius de fusta, com per exemple el balloon frame, quedant per això fora del tall de pedra. Alguns autors, a més, potser a conseqüència de l'encara incompresa manera de treballar el ferro al segle xix, han pres el disseny de les peces d'aquest material com a part de l'art i la ciència de l'estereotomia; és per exemple el cas de l'enginyer vuitcentista Eduardo Mojados. Malgrat el seu camp d'aplicació històric, si el concepte s'abstreu al disseny d'unes peces, la ciència abasta qualsevol material.
La paraula estereotomia apareix com a tal al segle xviii a França i al segle xix a Espanya. Les tècniques d'estereotomia van ser molt utilitzades en tots dos països, i es van conèixer des de l'Edat mitjana com montea. Mentre que l'estereotomia és teòrica i tracta el disseny (pel que es pot agrupar dins de la geometria descriptiva), la seva aplicació pràctica es coneix com a tomotècnia.

## Història

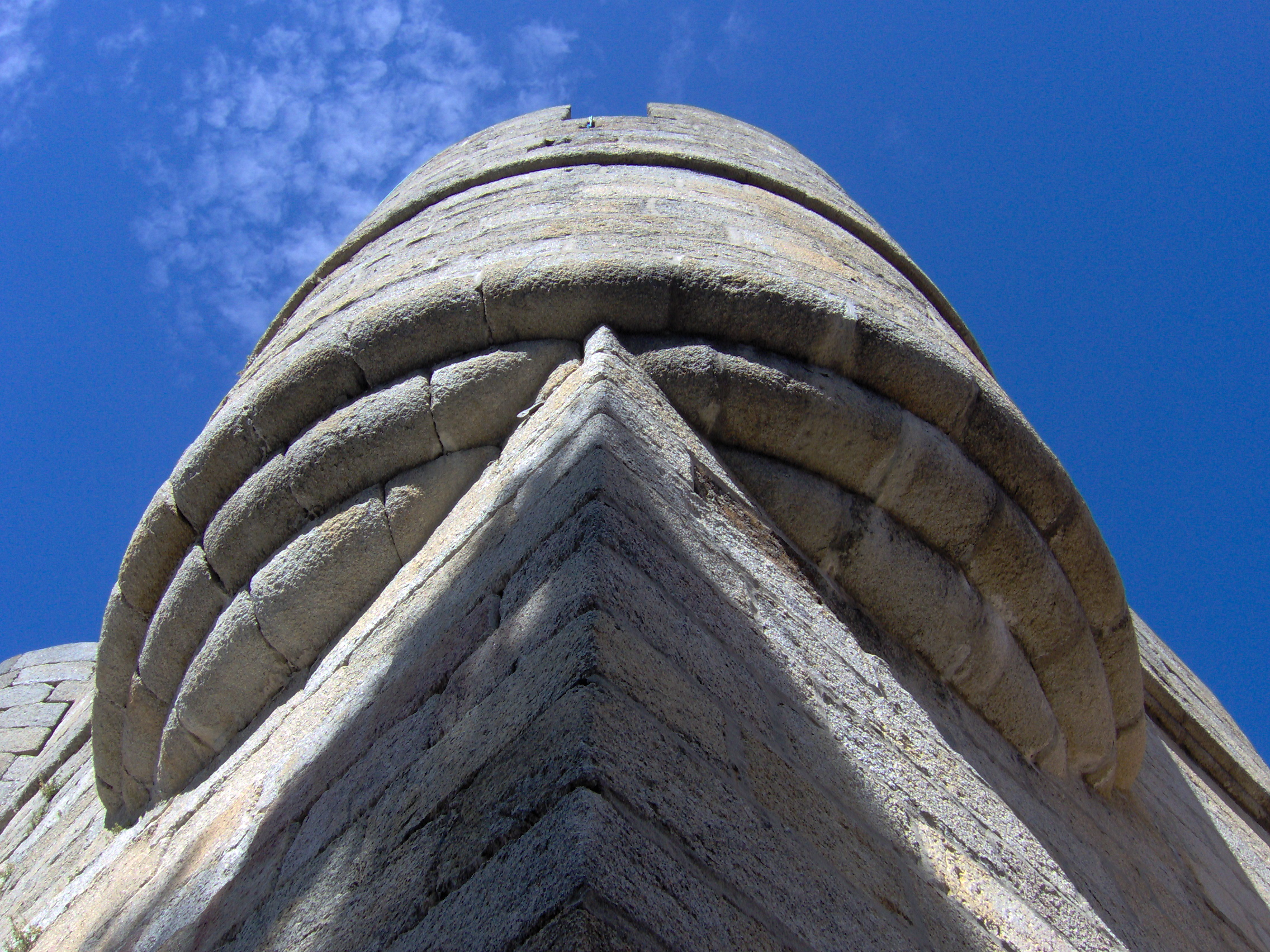
L'arquitectura militar del passat és un bon exemple d'estereotomia. A la imatge, detall de la col·locació de les pedres al castell dels Comtes de Benavente, Puebla de Sanabria.

La popularitat dels picapedrers durant l'edat mitjana europea, que desenvolupen l'estereotomia en la construcció de les grans catedrals, va acabar per germinar en diversos tractats del Renaixement. Els primers, com el de Serlio, encabien l'estereotomia únicament dins de l'arquitectura i definien geomètricament elements arquitectònics com finestres, arcs i trompes. Cas destacat d'aquesta tradició és el Compedio de arquitectura y simetría de los templos conforme a la medida del cuerpo humano con algunas demostraciones de geometría (Rodrigo Gil de Hontañón, 1681). A Espanya, al segle xvi, comencen a aparèixer tractats més específics, que detallen les formes de cada peça amb major atenció. Reben el nom de cortes de cantería o arte de montea; és a dir, tracten l'estereotomia. Els citats els escrivien arquitectes i mestres d'obra per als seus aprenents, sense estar en principi destinats a la seva publicació; és més, es mantenien en secret. Eren sobretot gràfics, de manera que contenien una sèrie de làmines amb càlculs geomètrics per a la talla i la col·locació de les peces.
L'aparició de noves tècniques de construcció i nous materials (acer, formigó, vidre laminat) a partir de la Revolució industrial, van acabar amb la serietat dels seus estudis; no obstant això, va seguir utilitzant-se i va ser matèria obligada a les escoles d'arquitectura europees fins ben entrat el segle xx, i ho segueix sent en els mòduls de picapedreria. Els últims tractats -fora de reproduccions modernes de l'àmbit de la història de la construcció- daten de finals del xix i la primera dècada del xx. Fins a aquest moment la cura del disseny de les peces constructives, especialment de la pedra a Espanya, era molt popular fins a finals del segle xviii.
Els tractats descrits detallen, per exemple, l'execució d'arcs, voltes i aparells, mostrant la geometria precisa que cada peça ha de tenir per encaixar en ells. En el cas de la fusta, que forma sistemes de llinda i no abovedats, els tractats especifiquen les osques necessàries per a la unió de les peces i les seves maneres d'unió. Escriu sobre aquest material Antonio Rovira i Rabassa el 1900 (La madera y su estereotomía), així com sobre el ferro, el mateix any (El hierro, sus cortes y enlaces).

## Camps d'execució

### Fusta

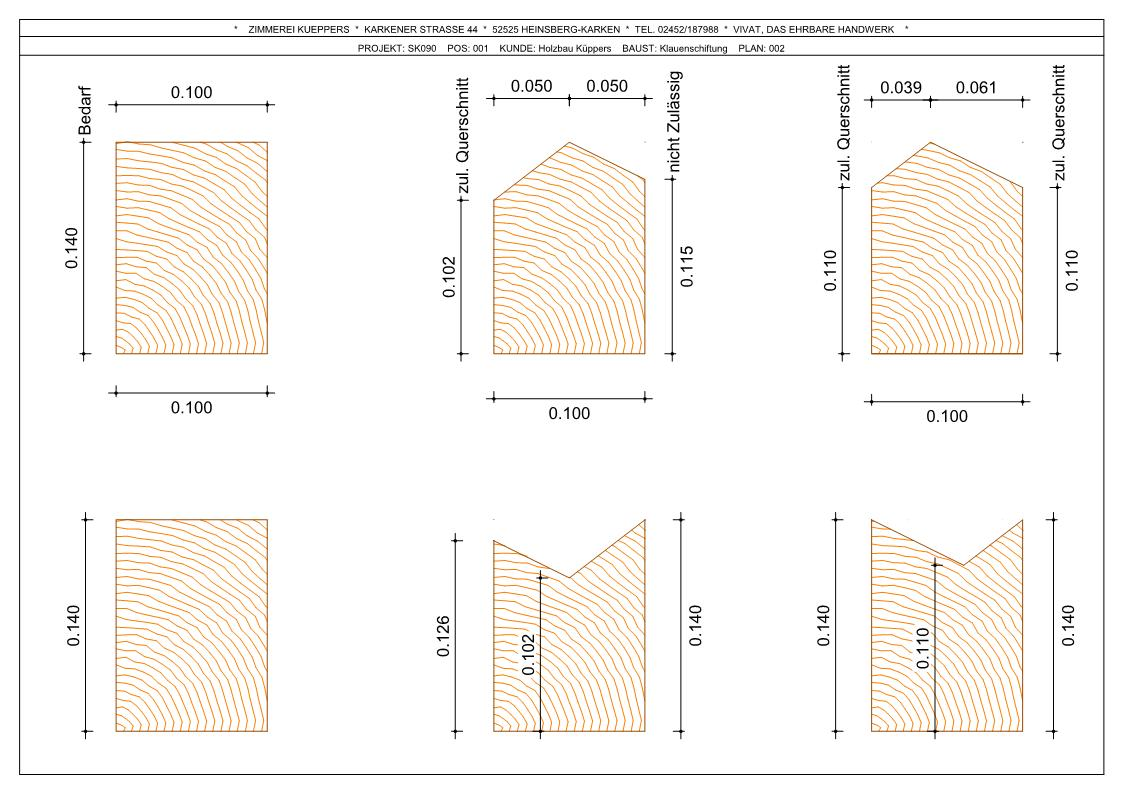
Alguns dissenys en fusta, segons ús de la peça.

Atenent a la seva jerarquia i com a norma general, les estructures de fusta (especialment en edificació) poden classificar-se en quatre, dels quals els dos intermedis són tipus framing:
- Cases de troncs simplement apilats.
- Pilars ininterromputs amb la resta de l'entramat jerarquitzat (pilars, bigues unides a ells, biguetes o corretges unides a les bigues), la qual cosa es coneix com a balloon frame.
- Sistemes plataforma o platform frame (en aquest cas el topònim anglès és menys utilitzat), els elements del qual jerarquizantes són els forjats, que divideixen els pilars en una sèrie de muntants.
- Sistemes mixts dels dos anteriors.

Aquesta jerarquització dels sistemes constructius tipus framing està prou acceptada tècnicament com per aparèixer així descrita de forma comuna. Mentre que les cases de troncs apilats no necessiten específicament cap mena de retallades o osques, perquè van apilats, la resta compta amb diverses maneres de tractar les juntes entre elements constructius. Encara que actualment es poden reforçar amb cues molt resistents o cargols, de forma tradicional s'ha pensat en l'estereotomia, és a dir, en el disseny geomètric de les peces allí on hi hagi junta per a l'estabilitat estructural. Existeix bibliografia genèrica per al disseny d'aquestes juntes, i cada fabricant compta amb la seva pròpia, publicada en butlletins i fullets informatius especialitzats.

### Ferro
Durant el segle xix es va pretendre que el ferro adoptés les formes de la pedra, per la qual cosa les seves peces es van emmotllar per encaixar entre elles, dissenyant osques i unions per gravetat. A la fi del XIX i durant el xx, en comprovar-se les característiques del material i investigar-se en la producció d'acers, es va passar a una construcció de barres i es van generalitzar primer les unions roblonades i després les cargolades i les soldades, cap de les quals necessita l'estereotomia per a fer encaixar les peces.